# Euro Hockey Challenge 2017
Euro Hockey Challenge 2017 byla sedmým ročníkem této hokejové soutěže, který začal 12. února 2017 zápasem mezi Českem a Ruskem a skončil 1. května 2017 utkáním mezi Francií a Běloruskem a mezi Německem a Lotyšskem. Účastnilo se dvanáct evropských týmů vybraných podle žebříčku IIHF. Soutěž měla čtyři soutěžní kola, přičemž týmy elitní evropské čtyřky (Česko, Finsko, Švédsko a Rusko) sehrály poslední dvě kola současně jako finále soutěže Euro Hockey Tour. Zápasy sloužily pro národní týmy jako příprava na Mistrovství světa v ledním hokeji 2017. Zvítězilo Švýcarsko, na druhém místě skončilo Finsko, které obhajovalo prvenství na tomto turnaji, a třetí skončila reprezentace Česka.

## Účastníci
Euro Hockey Challenge 2017 se účastnilo dvanáct nejlepších evropských mužstev, vybraných dle žebříčku IIHF.
| - Rusko - Finsko - Švédsko - Česko | - Švýcarsko - Slovensko - Bělorusko - Německo | - Norsko - Lotyšsko - Dánsko - Francie |

## Zápasy

### 1. kolo
| 12. února 2017 12:00 SEČ | Rusko | 4 : 2 (1:0, 1:2, 2:0) | Česko | Scandinavium, Göteborg Návštěvnost: 1 234 |  |

| Zpráva | |                         |                                                                  |                                                                                  |
| Ilja Samsonov | Ilja Samsonov | Brankáři                | Pavel Francouz                                                   | Rozhodčí: Linus Öhlund Andreas Harnebring Čároví: Daniel Persson Ludvig Lundgren |
| S. Šumakov (M. Šalunov) (PH1) – 11:40 A. Golyšev (V. Tkačev, K. Kaprizov) – 35:29 M. Šalunov (S. Šumakov) (PH1) – 46:23 M. Šalunov (S. Šumakov) – 54:14 | S. Šumakov (M. Šalunov) (PH1) – 11:40 A. Golyšev (V. Tkačev, K. Kaprizov) – 35:29 M. Šalunov (S. Šumakov) (PH1) – 46:23 M. Šalunov (S. Šumakov) – 54:14 | 1:0 1:1 1:2 2:2 3:2 4:2 | 21:31 – R. Lenc (P. Jelínek) 31:25 – L. Radil (A. Polášek) (PH1) | Rozhodčí: Linus Öhlund Andreas Harnebring Čároví: Daniel Persson Ludvig Lundgren |
| 8 min | 8 min | Tresty                  | 8 min                                                            | Rozhodčí: Linus Öhlund Andreas Harnebring Čároví: Daniel Persson Ludvig Lundgren |
| 18 | 18 | Střely                  | 29                                                               | Rozhodčí: Linus Öhlund Andreas Harnebring Čároví: Daniel Persson Ludvig Lundgren |

| 12. února 2017 15:30 SEČ | Švédsko | 2 : 3 (1:0, 0:2, 1:1) | Finsko | Scandinavium, Göteborg Návštěvnost: 9 123 |  |

| Zpráva                                                                                        |                                                                                               |                     | |                                                                                     |
| Viktor Fasth                                                                                  | Viktor Fasth                                                                                  | Brankáři            | Mikko Koskinen | Rozhodčí: Sergej Morozov Pavel Ovčinnikov Čároví: Andreas Malmqvist Henrik Pihlblad |
| J. Ryno (H. Tömmernes, J. Eriksson Ek) (PH1) – 08:04 P. Holm (R. Gynge, F. Händemark) – 50:53 | J. Ryno (H. Tömmernes, J. Eriksson Ek) (PH1) – 08:04 P. Holm (R. Gynge, F. Händemark) – 50:53 | 1:0 1:1 1:2 1:3 2:3 | 24:33 – V-M. Savinainen (M. Koivisto, J. Nättinen) 33:49 – J. Kärki (J. Nättinen) 49:24 – V-M. Savinainen (S. Manninen) | Rozhodčí: Sergej Morozov Pavel Ovčinnikov Čároví: Andreas Malmqvist Henrik Pihlblad |
| 16 min                                                                                        | 16 min                                                                                        | Tresty              | 18 min | Rozhodčí: Sergej Morozov Pavel Ovčinnikov Čároví: Andreas Malmqvist Henrik Pihlblad |
| 36                                                                                            | 36                                                                                            | Střely              | 20 | Rozhodčí: Sergej Morozov Pavel Ovčinnikov Čároví: Andreas Malmqvist Henrik Pihlblad |

| 6. dubna 2017 19:00 SELČ | Norsko | 5:1 (2:0, 1:1, 2:0) | Německo | Kristins Hall, Lillehammer Návštěvnost: 827 |  |

| Zpráva                       |                              |                         |                |  |
| Steffen Soberg               | Steffen Soberg               | Brankáři                | Timo Pielmeier |  |
| 4:32 11:48 38:16 40:33 57:10 | 4:32 11:48 38:16 40:33 57:10 | 1:0 2:0 2:1 3:1 4:1 5:1 | 25:46          |  |
| 4 min                        | 4 min                        | Tresty                  | 6 min          |  |
| 28                           | 28                           | Střely                  | 23             |  |

| 6. dubna 2017 20:30 SELČ | Dánsko | 0:2 (0:0, 0:1, 0:1) | Slovensko | Odense Isstadion, Odense Návštěvnost: 849 |  |

| Zpráva         |                |          |                |  |
| Sebastian Dahm | Sebastian Dahm | Brankáři | Július Hudáček |  |
|                |                | 0:1 0:2  | 33:39 58:05    |  |
| 6 min          | 6 min          | Tresty   | 12 min         |  |
| 21             | 21             | Střely   | 29             |  |

| 7. dubna 2017 19:30 SELČ | Lotyšsko | 1:0 (0:0, 0:0, 1:0) | Bělorusko | Daugavpils ledus halle, Daugavpils Návštěvnost: 2 100 |  |

| Zpráva          |                 |          |               |  |
| Ivars Punnenovs | Ivars Punnenovs | Brankáři | Kevin Lalande |  |
| 56:55           | 56:55           | 1:0      |               |  |
| 6 min           | 6 min           | Tresty   | 16 min        |  |
| 16              | 16              | Střely   | 14            |  |

| 8. dubna 2017 16:00 SELČ | Dánsko | 0:2 (0:0, 0:0, 0:2) | Slovensko | Gigantium, Aalborg Návštěvnost: 1 915 |  |

| Zpráva        |               |          |                |  |
| Simon Nielsen | Simon Nielsen | Brankáři | Július Hudáček |  |
|               |               | 0:1 0:2  | 41:02 46:49    |  |
| 4 min         | 4 min         | Tresty   | 8 min          |  |
| 17            | 17            | Střely   | 19             |  |

| 8. dubna 2017 17:00 SELČ | Lotyšsko | 0:3 (0:2, 0:0, 0:1) | Bělorusko | Daugavpils ledus halle, Daugavpils Návštěvnost: 2 100 |  |

| Zpráva        |               |             |                    |  |
| Janis Kalnins | Janis Kalnins | Brankáři    | Michail Karnauchov |  |
|               |               | 0:1 0:2 0:3 | 5:10 6:56 52:57    |  |
| 12 min        | 12 min        | Tresty      | 6 min              |  |
| 28            | 28            | Střely      | 24                 |  |

| 8. dubna 2017 18:00 SELČ | Norsko | 5:2 (0:0, 3:2, 2:0) | Německo | Kristins Hall, Lillehammer Návštěvnost: 823 |  |

| Zpráva                        |                               |                             |               |  |
| Henrik Haukeland              | Henrik Haukeland              | Brankáři                    | Dennis Endras |  |
| 20:31 21:34 28:42 50:36 58:25 | 20:31 21:34 28:42 50:36 58:25 | 1:0 2:0 3:0 3:1 3:2 4:2 5:2 | 32:41 39:34   |  |
| 8 min                         | 8 min                         | Tresty                      | 10 min        |  |
| 25                            | 25                            | Střely                      | 26            |  |

| 8. dubna 2017 18:00 SELČ | Francie | 3:4 (1:1, 2:3, 0:0) | Švýcarsko | Coliséum, Amiens Návštěvnost: 3 127 |  |

| Zpráva            |                   |                             |                        |  |
| Ronan Quemener    | Ronan Quemener    | Brankáři                    | Niklas Schlegel        |  |
| 15:52 25:25 32:55 | 15:52 25:25 32:55 | 0:1 1:1 1:2 2:2 2:3 3:3 3:4 | 0:36 20:19 29:19 37:58 |  |
| 8 min             | 8 min             | Tresty                      | 14 min                 |  |
| 18                | 18                | Střely                      | 30                     |  |

| 9. dubna 2017 15:00 SELČ | Francie | 3:2 PP (0:1, 2:0, 0:1, 1:0) | Švýcarsko | Cergy Aren Ice, Cergy-Pontoise Návštěvnost: 1 652 |  |

| Zpráva            |                   |                     |               |  |
| Florian Hardy     | Florian Hardy     | Brankáři            | Lukas Flüeler |  |
| 26:39 32:37 60:27 | 26:39 32:37 60:27 | 0:1 1:1 2:1 2:2 3:2 | 16:44 40:10   |  |
| 14 min            | 14 min            | Tresty              | 12 min        |  |
| 27                | 27                | Střely              | 28            |  |

### 2. kolo
| 12. dubna 2017 17:00 SELČ | Česko | 4:0 (0:0, 4:0, 0:0) | Norsko | SD aréna, Chomutov Návštěvnost: 3 862 |  |

| Zpráva                  |                         |                 |             |  |
| Pavel Francouz          | Pavel Francouz          | Brankáři        | Lars Haugen |  |
| 27:18 30:56 33:24 36:24 | 27:18 30:56 33:24 36:24 | 1:0 2:0 3:0 4:0 |             |  |
| 6 min                   | 6 min                   | Tresty          | 4 min       |  |
| 33                      | 33                      | Střely          | 26          |  |

| 13. dubna 2017 16:30 SELČ | Rusko | 0:1 PP (0:0, 0:0, 0:0, 0:1) | Francie | Traktor Arena, Čeljabinsk Návštěvnost: 7 442 |  |

| Zpráva       |              |          |                   |  |
| Ilja Sorokin | Ilja Sorokin | Brankáři | Ronan Quemener    |  |
|              |              | 0:1      | 63' Damien Fleury |  |
| 4 min        | 4 min        | Tresty   | 10 min            |  |
| 19           | 19           | Střely   | 13                |  |

| 13. dubna 2017 17:00 SELČ | Slovensko | 1:2 (1:0, 0:0, 0:2) | Švýcarsko | Zimný štadión Pavla Demitru, Trenčín Návštěvnost: 3 152 |  |

| Zpráva           |                  |             |                                     |  |
| Július Hudáček   | Július Hudáček   | Brankáři    | Lukas Flüeler                       |  |
| Andrej Kudrna 1' | Andrej Kudrna 1' | 1:0 1:1 1:2 | 51' Joël Genazzi 59' Damien Brunner |  |
| 4 min            | 4 min            | Tresty      | 6 min                               |  |
| 40               | 40               | Střely      | 35                                  |  |

| 13. dubna 2017 17:00 SELČ | Česko | 6:3 (2:1, 1:0, 3:2) | Norsko | SD aréna, Chomutov Návštěvnost: 4 112 |  |

| Zpráva                                                                                        |                                                                                               |                                     |                                                              |  |
| Dominik Furch                                                                                 | Dominik Furch                                                                                 | Brankáři                            | Lars Haugen                                                  |  |
| Jan Kolář 17' Michal Řepík 18' Petr Holík 38' Jakub Lev 42' Robin Hanzl 49' Robert Kousal 52' | Jan Kolář 17' Michal Řepík 18' Petr Holík 38' Jakub Lev 42' Robin Hanzl 49' Robert Kousal 52' | 1:0 1:1 2:1 3:1 4:1 4:2 5:2 6:2 6:3 | 18' Jørgen Karterud 45' Thomas Valkvæ Olsen 52' Sondre Olden |  |
| 6 min                                                                                         | 6 min                                                                                         | Tresty                              | 4 min                                                        |  |
| 25                                                                                            | 25                                                                                            | Střely                              | 6                                                            |  |

| 13. dubna 2017 18:30 SELČ | Finsko | 3:0 (0:0, 1:0, 2:0) | Dánsko | Ikioma Areena, Mikkeli Návštěvnost: 3 464 |  |

| Zpráva                                                 |                                                        |             |                 |  |
| Joni Ortio                                             | Joni Ortio                                             | Brankáři    | George Sørensen |  |
| Antti Pihlström 28' Tomi Sallinen 53' Mika Pyörälä 60' | Antti Pihlström 28' Tomi Sallinen 53' Mika Pyörälä 60' | 1:0 2:0 3:0 |                 |  |
| 6 min                                                  | 6 min                                                  | Tresty      | 6 min           |  |
| 30                                                     | 30                                                     | Střely      | 10              |  |

| 14. dubna 2017 16:30 SELČ | Švédsko | 4:1 (2:0, 1:1, 1:0) | Lotyšsko | Scaniarinken, Södertälje Návštěvnost: 2 863 |  |

| Zpráva                                                                        |                                                                               |                     |                     |  |
| Niklas Svedberg                                                               | Niklas Svedberg                                                               | Brankáři            | Ivars Punnenovs     |  |
| Daniel Brodin 3' Pär Lindholm 6' Petter Emanuelsson 29' Oscar Frantenberg 59' | Daniel Brodin 3' Pär Lindholm 6' Petter Emanuelsson 29' Oscar Frantenberg 59' | 1:0 2:0 2:1 3:1 4:1 | 22' Rihards Bukarts |  |
| 8 min                                                                         | 8 min                                                                         | Tresty              | 6 min               |  |
| 21                                                                            | 21                                                                            | Střely              | 13                  |  |

| 14. dubna 2017 19:15 SELČ | Bělorusko | 3:1 (1:1, 2:0, 0:0) | Německo | Zimní stadion Žlobin, Žlobin Návštěvnost: 2 009 |  |

| Zpráva                                                      |                                                             |                 |                   |  |
| Kevin Lalande                                               | Kevin Lalande                                               | Brankáři        | Dennis Endras     |  |
| Sergej Drozd 12' Alexander Kogalev 22' Jevgenij Lisovec 36' | Sergej Drozd 12' Alexander Kogalev 22' Jevgenij Lisovec 36' | 1:0 1:1 2:1 3:1 | 16' Moritz Müller |  |
| 6 min                                                       | 6 min                                                       | Tresty          | 16 min            |  |
| 26                                                          | 26                                                          | Střely          | 27                |  |

| 15. dubna 2017 10:00 SELČ | Rusko | 6:0 (3:0, 1:0, 2:0) | Francie | Traktor Arena, Čeljabinsk Návštěvnost: 7 498 |  |

| Zpráva | |                         |                  |  |
| Ilja Sorokin | Ilja Sorokin | Brankáři                | Sebastian Ylonen |  |
| Andrej Mironov 6' Bogdan Kiselevič 8' Maxim Šalunov 13' Valerij Ničuškin 24' Mikhail Naumenkov 54' Jegor Korškov 55' | Andrej Mironov 6' Bogdan Kiselevič 8' Maxim Šalunov 13' Valerij Ničuškin 24' Mikhail Naumenkov 54' Jegor Korškov 55' | 1:0 2:0 3:0 4:0 5:0 6:0 |                  |  |
| 8 min | 8 min | Tresty                  | 10 min           |  |
| 12 | 12 | Střely                  | 5                |  |

| 15. dubna 2017 13:30 SELČ | Švédsko | 3:4 SN (2:0, 0:3, 1:0, 0:0, 0:1) | Lotyšsko | Scaniarinken, Södertälje Návštěvnost: 2 374 |  |

| Zpráva                                                                                    |                                                                                           |                                                    |                                                                          |  |
| Viktor Fasth                                                                              | Viktor Fasth                                                                              | Brankáři                                           | Elvis Merzlikins                                                         |  |
| Johan Ryno 1' Andre Pettersson 10' Johan Ryno 54' Linus Omark Andre Pettersson Johan Ryno | Johan Ryno 1' Andre Pettersson 10' Johan Ryno 54' Linus Omark Andre Pettersson Johan Ryno | 1:0 2:0 2:1 2:2 2:3 3:3 Samostatné nájezdy 0:0 0:1 | 28' Miks Indrasis 33' Gunārs Skvorcovs 36' Miks Indrasis Roberts Bukarts |  |
| 35 min                                                                                    | 35 min                                                                                    | Tresty                                             | 37 min                                                                   |  |
| 38                                                                                        | 38                                                                                        | Střely                                             | 29                                                                       |  |

| 15. dubna 2017 15:00 SELČ | Finsko | 2:3 PP (0:1, 1:0, 1:1, 0:1) | Dánsko | Kisapuisto, Lappeenranta Návštěvnost: 4 295 |  |

| Zpráva                                      |                                             |                     |                                                      |  |
| Juha Metsola                                | Juha Metsola                                | Brankáři            | Sebastian Dahm                                       |  |
| Joonas Kemppainen 21' Joonas Kemppainen 44' | Joonas Kemppainen 21' Joonas Kemppainen 44' | 0:1 1:1 1:2 2:2 2:3 | 5' Morten Madsen 44' Mathias Lassen 64' Morten Green |  |
| 6 min                                       | 6 min                                       | Tresty              | 6 min                                                |  |
| 28                                          | 28                                          | Střely              | 20                                                   |  |

| 15. dubna 2017 17:00 SELČ | Slovensko | 0:3 (0:0, 0:1, 0:2) | Švýcarsko | Garmin Aréna, Žilina Návštěvnost: 2 497 |  |

| Zpráva         |                |             |                                                            |  |
| Jaroslav Janus | Jaroslav Janus | Brankáři    | Jonas Hiller                                               |  |
|                |                | 0:1 0:2 0:3 | 37' Denis Hollenstein 55' Fabrice Herzog 59' Andres Ambühl |  |
| 2 min          | 2 min          | Tresty      | 4 min                                                      |  |
| 25             | 25             | Střely      | 21                                                         |  |

| 15. dubna 2017 17:30 SELČ | Bělorusko | 1:2 (0:0, 0:2, 1:0) | Německo | Babrujsk-Aréna, Babrujsk Návštěvnost: 7 060 |  |

| Zpráva              |                     |             |                                   |  |
| Vitalij Trus        | Vitalij Trus        | Brankáři    | Timo Pielmeier                    |  |
| Andrej Kosticyn 42' | Andrej Kosticyn 42' | 0:1 0:2 1:2 | 27' Marcus Kink 33' Patrick Hager |  |
| 12 min              | 12 min              | Tresty      | 22 min                            |  |
| 28                  | 28                  | Střely      | 33                                |  |

### 3. kolo
| 19. dubna 2017 17:00 SELČ | Slovensko | 0:3 (0:2, 0:1, 0:0) | Finsko | Steel Aréna, Košice Návštěvnost: 5 157 |  |

| Zpráva         |                |             |                                                       |  |
| Július Hudáček | Július Hudáček | Brankáři    | Harri Säteri                                          |  |
|                |                | 0:1 0:2 0:3 | 12' Ville Lajunen 15' Antti Pihlström 27' Olli Palola |  |
| 4 min          | 4 min          | Tresty      | 2 min                                                 |  |
| 17             | 17             | Střely      | 29                                                    |  |

| 20. dubna 2017 19:30 SELČ | Dánsko | 0:3 (0:2, 0:0, 0:1) | Norsko | SE Arena, Vojens Návštěvnost: 1 347 |  |

| Zpráva          |                 |             |                                                            |  |
| George Sørensen | George Sørensen | Brankáři    | Henrik Haukeland                                           |  |
|                 |                 | 0:1 0:2 0:3 | 2' Jørgen Karterud 17' Jonas Holøs 51' Johannes Johannesen |  |
| 6 min           | 6 min           | Tresty      | 10 min                                                     |  |
| 31              | 31              | Střely      | 20                                                         |  |

| 21. dubna 2017 17:00 SELČ | Slovensko | 3:2 (1:0, 1:1, 1:1) | Finsko | Zimní stadion Ondreje Nepely, Bratislava Návštěvnost: 5 586 |  |

| Zpráva                                              |                                                     |                     |                                       |  |
| Ján Laco                                            | Ján Laco                                            | Brankáři            | Joni Ortio                            |  |
| Libor Hudáček 15' Lukáš Cingeľ 25' Dávid Skokan 54' | Libor Hudáček 15' Lukáš Cingeľ 25' Dávid Skokan 54' | 1:0 2:0 2:1 2:2 3:2 | 40' Olli Palola 45' Joonas Kamppainen |  |
| 4 min                                               | 4 min                                               | Tresty              | 6 min                                 |  |
| 20                                                  | 20                                                  | Střely              | 24                                    |  |

| 21. dubna 2017 19:00 SELČ | Bělorusko | 1:4 (0:0, 0:0, 1:4) | Švédsko | Grodno Ice Sport Palace, Grodno Návštěvnost: 3 050 |  |

| Zpráva           |                  |                     |                                                                        |  |
| Kevin Lalande    | Kevin Lalande    | Brankáři            | Viktor Fasth                                                           |  |
| Arťom Děmkov 49' | Arťom Děmkov 49' | 0:1 1:1 1:2 1:3 1:4 | 43' Johan Ryno 52' Victor Olofsson 52' Sebastian Aho 55' Richard Gynge |  |
| 8 min            | 8 min            | Tresty              | 10 min                                                                 |  |
| 17               | 17               | Střely              | 39                                                                     |  |

| 21. dubna 2017 19:30 SELČ | Lotyšsko | 2:1 (0:1, 0:0, 2:0) | Francie | Arena Riga, Riga Návštěvnost: 4 800 |  |

| Zpráva                                  |                                         |             |                 |  |
| Elvis Merzlikins                        | Elvis Merzlikins                        | Brankáři    | Florian Hardy   |  |
| Miks Indrasis 43' Kaspars Daugavins 52' | Miks Indrasis 43' Kaspars Daugavins 52' | 0:1 1:1 2:1 | 3' Nicolas Ritz |  |
| 10 min                                  | 10 min                                  | Tresty      | 20 min          |  |
| 32                                      | 32                                      | Střely      | 20              |  |

| 21. dubna 2017 20:15 SELČ | Švýcarsko | 2:1 (0:1, 1:0, 1:0) | Rusko | Patinoire de Saint-Léonard, Fribourg Návštěvnost: 3 806 |  |

| Zpráva                                  |                                         |             |                   |  |
| Lukas Flüeler                           | Lukas Flüeler                           | Brankáři    | Ilja Sorokin      |  |
| Vincent Praplan 34' Vincent Praplan 54' | Vincent Praplan 34' Vincent Praplan 54' | 0:1 1:1 2:1 | 5' Anton Burdasov |  |
| 8 min                                   | 8 min                                   | Tresty      | 33 min            |  |
| 34                                      | 34                                      | Střely      | 28                |  |

| 22. dubna 2017 15:00 SELČ | Dánsko | 3:0 (1:0, 0:0, 2:0) | Norsko | Saxo Bank Arena, Rungsted Návštěvnost: 1 609 |  |

| Zpráva                                                  |                                                         |             |                |  |
| Simon Nielsen                                           | Simon Nielsen                                           | Brankáři    | Steffen Soberg |  |
| Julian Jacobsen 5' Morten Madsen 50' Morten Poulsen 59' | Julian Jacobsen 5' Morten Madsen 50' Morten Poulsen 59' | 1:0 2:0 3:0 |                |  |
| 14 min                                                  | 14 min                                                  | Tresty      | 12 min         |  |
| 18                                                      | 18                                                      | Střely      | 25             |  |

| 22. dubna 2017 16:00 SELČ | Německo | 7:4 (1:0, 4:3, 2:1) | Česko | Arena Nürnberger Versicherung, Norimberk Návštěvnost: 6 550 |  |

| Zpráva | |                                             |                                                             |  |
| Timo Pielmeier | Timo Pielmeier | Brankáři                                    | Pavel Francouz (od 36. min. Dominik Furch)                  |  |
| Brent Raedeke 11' Denis Reul 33' Philip Gogulla 34' Bernhard Ebner 36' Yasin Ehliz 39' Yasin Ehliz 54' Yasin Ehliz 57' | Brent Raedeke 11' Denis Reul 33' Philip Gogulla 34' Bernhard Ebner 36' Yasin Ehliz 39' Yasin Ehliz 54' Yasin Ehliz 57' | 1:0 1:1 2:1 2:2 3:2 3:3 4:3 5:3 6:3 7:3 7:4 | 32' Roman Horák 33' Jakub Lev 35' Tomáš Hyka 60' Tomáš Hyka |  |
| 10 min | 10 min | Tresty                                      | 6 min                                                       |  |
| 28 | 28 | Střely                                      | 37                                                          |  |

| 22. dubna 2017 17:00 SELČ | Bělorusko | 1:5 (0:2, 1:1, 0:2) | Švédsko | Grodno Ice Sport Palace, Grodno Návštěvnost: 2 700 |  |

| Zpráva                |                       |                         |                                                                                                 |  |
| Kevin Lalande         | Kevin Lalande         | Brankáři                | Niklas Svedberg                                                                                 |  |
| Alexander Kogalev 24' | Alexander Kogalev 24' | 0:1 0:2 1:2 1:3 1:4 1:5 | 4' Andre Pettersson 14' Dennis Everberg 37' Alexander Bergström 44' Linus Omark 53' Mario Kempe |  |
| 8 min                 | 8 min                 | Tresty                  | 8 min                                                                                           |  |
| 23                    | 23                    | Střely                  | 41                                                                                              |  |

| 22. dubna 2017 17:00 SELČ | Lotyšsko | 4:6 (0:1, 2:4, 2:1) | Francie | Arena Riga, Riga Návštěvnost: 7 100 |  |

| Zpráva                                                                        |                                                                               |                                         | |  |
| Edgars Masaļskis (od 41. min. Ivars Punnenovs)                                | Edgars Masaļskis (od 41. min. Ivars Punnenovs)                                | Brankáři                                | Ronan Quemener                                                                                                 |  |
| Ronalds Kenins 35' Rihards Bukarts 36' Roberts Bukarts 47' Andris Dzerins 49' | Ronalds Kenins 35' Rihards Bukarts 36' Roberts Bukarts 47' Andris Dzerins 49' | 0:1 0:2 0:3 0:4 0:5 1:5 2:5 2:6 3:6 4:6 | 7' Nicolas Besch 24' Laurent Meunier 26' Anthony Rech 27' Nicolas Ritz 32' Teddy Da Costa 42' Alexandre Texier |  |
| 4 min                                                                         | 4 min                                                                         | Tresty                                  | 30 min |  |
| 43                                                                            | 43                                                                            | Střely                                  | 22 |  |

| 22. dubna 2017 17:45 SELČ | Švýcarsko | 2:0 (1:0, 0:0, 1:0) | Rusko | Tissot Arena, Biel Návštěvnost: 5 013 |  |

| Zpráva                              |                                     |          |              |  |
| Jonas Hiller                        | Jonas Hiller                        | Brankáři | Ilja Sorokin |  |
| Pius Suter 9' Denis Hollenstein 60' | Pius Suter 9' Denis Hollenstein 60' | 1:0 2:0  |              |  |
| 4 min                               | 4 min                               | Tresty   | 6 min        |  |
| 35                                  | 35                                  | Střely   | 23           |  |

| 23. dubna 2017 16:45 SELČ | Německo | 3:4 SN (0:0, 0:1, 3:2, 0:0, 0:1) | Česko | SAP Arena, Mannheim Návštěvnost: 8 472 |  |

| Zpráva | |                                                        | |  |
| Dennis Endras | Dennis Endras | Brankáři                                               | Dominik Furch                                                                                           |  |
| Matthias Plachta 42' Matthias Plachta 47' Christian Ehrhoff 51' Thomas Oppenheimer Matthias Plachta Patrick Hager Philip Gogulla | Matthias Plachta 42' Matthias Plachta 47' Christian Ehrhoff 51' Thomas Oppenheimer Matthias Plachta Patrick Hager Philip Gogulla | 0:1 1:1 2:1 2:2 3:2 3:3 Samostatné nájezdy 1:0 1:1 1:2 | 21' Milan Doudera 50' Tomáš Zohorna 53' Tomáš Zohorna Lukáš Kašpar Tomáš Zohorna Tomáš Hyka Robin Hanzl |  |
| 12 min | 12 min | Tresty                                                 | 20 min                                                                                                  |  |
| 27 | 27 | Střely                                                 | 32 |  |

### 4. kolo
České hokejové hry 2017
| 27. dubna 2017 18:30 SELČ | Švédsko | 4:3 PP (0:2, 1:1, 2:0, 1:0) | Rusko | Hovet, Stockholm Návštěvnost: 8 096 |  |

| Zpráva                                                                      |                                                                             |                             |                                                           |  |
| Niklas Svedberg                                                             | Niklas Svedberg                                                             | Brankáři                    | Andrej Vasilevskij                                        |  |
| Elias Lindholm 27' John Klingberg 43' Linus Omark 50' Gabriel Landeskog 64' | Elias Lindholm 27' John Klingberg 43' Linus Omark 50' Gabriel Landeskog 64' | 0:1 0:2 1:2 1:3 2:3 3:3 4:3 | 7' Sergej Mozjakin 18' Viktor Antipin 30' Sergej Mozjakin |  |
| 12 min                                                                      | 12 min                                                                      | Tresty                      | 6 min                                                     |  |
| 20                                                                          | 20                                                                          | Střely                      | 25                                                        |  |

| 27. dubna 2017 18:30 SELČ | Finsko | 2:3 (2:1, 0:1, 0:1) | Česko | Budvar aréna, České Budějovice Návštěvnost: 6 205 |  |

| Zpráva                              |                                     |                     |                                                  |  |
| Harri Säteri                        | Harri Säteri                        | Brankáři            | Petr Mrázek                                      |  |
| Antti Pihlström 3' Miro Aaltonen 8' | Antti Pihlström 3' Miro Aaltonen 8' | 1:0 2:0 2:1 2:2 2:3 | 14' Roman Červenka 30' Jan Rutta 45' Robin Hanzl |  |
| 10 min                              | 10 min                              | Tresty              | 10 min                                           |  |
| 29                                  | 29                                  | Střely              | 39                                               |  |

| 29. dubna 2017 13:00 SELČ | Rusko | 0:1 (0:0, 0:0, 0:1) | Finsko | Budvar aréna, České Budějovice Návštěvnost: 6 401 |  |

| Zpráva             |                    |          |                       |  |
| Andrej Vasilevskij | Andrej Vasilevskij | Brankáři | Joonas Korpisalo      |  |
|                    |                    | 0:1      | 50' Valtteri Filppula |  |
| 14 min             | 14 min             | Tresty   | 14 min                |  |
| 33                 | 33                 | Střely   | 16                    |  |

| 29. dubna 2017 17:00 SELČ | Česko | 8:4 (1:2, 3:1, 4:1) | Švédsko | Budvar aréna, České Budějovice Návštěvnost: 6 401 |  |

| Zpráva | |                                                 |                                                                             |  |
| Pavel Francouz | Pavel Francouz | Brankáři                                        | Eddie Läck                                                                  |  |
| Tomáš Kundrátek 4' Michal Birner 31' Jan Kovář 37' Radim Šimek 37' Petr Holík 48' Roman Červenka 57' Michal Kempný 59' Radim Šimek 59' | Tomáš Kundrátek 4' Michal Birner 31' Jan Kovář 37' Radim Šimek 37' Petr Holík 48' Roman Červenka 57' Michal Kempný 59' Radim Šimek 59' | 1:0 1:1 1:2 1:3 2:3 3:3 4:3 5:3 5:4 6:4 7:4 8:4 | 17' Mario Kempe 19' John Klingberg 28' Gabriel Landeskog 54' Carl Klingberg |  |
| 12 min | 12 min | Tresty                                          | 16 min                                                                      |  |
| 32 | 32 | Střely                                          | 21                                                                          |  |

| 30. dubna 2017 14:30 SELČ | Švédsko | 2:3 (2:2, 0:0, 0:1) | Finsko | Budvar aréna, České Budějovice Návštěvnost: 6 198 |  |

| Zpráva                              |                                     |                     |                                                 |  |
| Viktor Fasth                        | Viktor Fasth                        | Brankáři            | Joonas Korpisalo                                |  |
| Anton Strålman 9' Victor Hedman 20' | Anton Strålman 9' Victor Hedman 20' | 0:1 0:2 1:2 2:2 2:3 | 3' Oskar Osala 8' Tomi Sallinen 56' Oskar Osala |  |
| 6 min                               | 6 min                               | Tresty              | 4 min                                           |  |
| 26                                  | 26                                  | Střely              | 24                                              |  |

| 30. dubna 2017 18:30 SELČ | Česko | 3:4 SN (1:0, 1:1, 1:2, 0:0, 0:1) | Rusko | Budvar aréna, České Budějovice Návštěvnost: 6 401 |  |

| Zpráva                                      |                                             |                             |                                                                                               |  |
| Petr Mrázek                                 | Petr Mrázek                                 | Brankáři                    | Ilja Sorokin                                                                                  |  |
| Tomáš Hyka 18' Petr Vrána 24' Jan Kovář 53' | Tomáš Hyka 18' Petr Vrána 24' Jan Kovář 53' | 1:0 1:1 2:1 2:2 2:3 3:3 3:4 | 21' Jevgenij Dadonov 45' Nikita Gusev 51' Ivan Provorov 65' Nikita Gusev (rozhodující nájezd) |  |
| 6 min                                       | 6 min                                       | Tresty                      | 6 min                                                                                         |  |
| 24                                          | 24                                          | Střely                      | 16                                                                                            |  |

| 26. dubna 2017 19:45 SELČ | Švýcarsko | 4:5 (3:1, 1:2, 0:2) | Dánsko | Patinoire des Mélèzes, La Chaux-de-Fonds Návštěvnost: 3 027 |  |

| Zpráva                                                                       |                                                                              |                                     |                                                                                                |  |
| Leonardo Genoni                                                              | Leonardo Genoni                                                              | Brankáři                            | Sebastian Dahm                                                                                 |  |
| Fabrice Herzog 7' Damien Brunner 15' Andres Ambühl 17' Denis Hollenstein 39' | Fabrice Herzog 7' Damien Brunner 15' Andres Ambühl 17' Denis Hollenstein 39' | 1:0 1:1 2:1 3:1 3:2 3:3 4:3 4:4 4:5 | 8' Patrick Russell 28' Morten Poulsen 36' Emil Kristensen 48' Markus Lauridsen 58' Peter Regin |  |
| 12 min                                                                       | 12 min                                                                       | Tresty                              | 16 min                                                                                         |  |
| 29                                                                           | 29                                                                           | Střely                              | 32                                                                                             |  |

| 28. dubna 2017 19:00 SELČ | Norsko | 2:3 (0:2, 1:0, 1:1) | Slovensko | Nordlyshallen, Hamar Návštěvnost: 2 390 |  |

| Zpráva                                   |                                          |                     |                                                     |  |
| Lars Haugen                              | Lars Haugen                              | Brankáři            | Ján Laco                                            |  |
| Patrick Thoresen 37' Ken Andre Olimb 49' | Patrick Thoresen 37' Ken Andre Olimb 49' | 0:1 0:2 1:2 2:2 2:3 | 12' Lukáš Cingeľ 20' Michel Miklík 56' Martin Bakoš |  |
| 10 min                                   | 10 min                                   | Tresty              | 10 min                                              |  |
| 28                                       | 28                                       | Střely              | 26                                                  |  |

| 28. dubna 2017 20:15 SELČ | Švýcarsko | 2:0 (0:0, 1:0, 1:0) | Dánsko | St. Jakob-Arena, Basilej Návštěvnost: 3 300 |  |

| Zpráva                          |                                 |          |                |  |
| Jonas Hiller                    | Jonas Hiller                    | Brankáři | Sebastian Dahm |  |
| Gaëtan Haas 33' Gaëtan Haas 60' | Gaëtan Haas 33' Gaëtan Haas 60' | 1:0 2:0  |                |  |
| 12 min                          | 12 min                          | Tresty   | 4 min          |  |
| 21                              | 21                              | Střely   | 34             |  |

| 29. dubna 2017 18:00 SELČ | Norsko | 0:3 (0:0, 0:1, 0:2) | Slovensko | Nordlyshallen, Hammar Návštěvnost: 2 662 |  |

| Zpráva         |                |             |                                                     |  |
| Steffen Soberg | Steffen Soberg | Brankáři    | Július Hudáček                                      |  |
|                |                | 0:1 0:2 0:3 | 36' Tomáš Matoušek 43' Tomas Zigo 45' Michel Miklík |  |
| 4 min          | 4 min          | Tresty      | 4 min                                               |  |
| 20             | 20             | Střely      | 28                                                  |  |

| 30. dubna 2017 15:00 SELČ | Francie | 3:1 (2:1, 0:0, 1:0) | Bělorusko | Patinoire de Mériadeck, Bordeaux Návštěvnost: 3 250 |  |

| Zpráva                                               |                                                      |                 |                      |  |
| Cristobal Huet                                       | Cristobal Huet                                       | Brankáři        | Michail Karnauchov   |  |
| Sacha Treille 11' Floran Douay 15' Nicolas Besch 44' | Sacha Treille 11' Floran Douay 15' Nicolas Besch 44' | 1:0 2:0 2:1 3:1 | 18' Roman Graborenko |  |
| 12 min                                               | 12 min                                               | Tresty          | 12 min               |  |
| 18                                                   | 18                                                   | Střely          | 25                   |  |

| 30. dubna 2017 20:15 SELČ | Německo | 3:4 PP (0:1, 1:1, 2:1, 0:1) | Lotyšsko | EgeTrans Arena, Bietigheim-Bissingen Návštěvnost: 4 165 |  |

| Zpráva                                                 |                                                        |                             |                                                                                         |  |
| Thomas Greiss                                          | Thomas Greiss                                          | Brankáři                    | Elvis Merzlikins                                                                        |  |
| Marcus Kink 39' Frederik Tiffels 52' Frank Hördler 60' | Marcus Kink 39' Frederik Tiffels 52' Frank Hördler 60' | 0:1 0:2 1:2 2:2 2:3 3:3 3:4 | 13' Kaspars Daugavins 25' Uvis Janis Balinskis 59' Gunārs Skvorcovs 64' Roberts Bukarts |  |
| 4 min                                                  | 4 min                                                  | Tresty                      | 4 min                                                                                   |  |
| 47                                                     | 47                                                     | Střely                      | 31                                                                                      |  |

| 1. května 2017 18:00 SELČ | Francie | 1:4 (0:1, 0:2, 1:1) | Bělorusko | Patinoire de Mériadeck, Bordeaux Návštěvnost: 2 320 |  |

| Zpráva                                     |                                            |                     |                                                                                      |  |
| Ronan Quemener Florian Hardy (od 34. min.) | Ronan Quemener Florian Hardy (od 34. min.) | Brankáři            | Vitalij Trus Kevin Lalande (od 1. min.)                                              |  |
| Sacha Treille 44'                          | Sacha Treille 44'                          | 0:1 0:2 0:3 1:3 1:4 | 9' Sergej Kosticyn 33' Alexander Pavlovič 37' Michail Stefanovič 60' Charles Linglet |  |
| 4 min                                      | 4 min                                      | Tresty              | 8 min                                                                                |  |
| 25                                         | 25                                         | Střely              | 20                                                                                   |  |

| 1. května 2017 18:00 SELČ | Německo | 3:2 (0:0, 1:0, 2:2) | Lotyšsko | Eissporthalle Ravensburg, Ravensburg Návštěvnost: 3 300 |  |

| Zpráva                                                          |                                                                 |                     |                                             |  |
| Danny aus den Birken                                            | Danny aus den Birken                                            | Brankáři            | Ivars Punnenovs Janis Kalnins (od 31. min.) |  |
| Frederik Tiffels 28' Frederik Tiffels 48' Dennis Seidenberg 55' | Frederik Tiffels 28' Frederik Tiffels 48' Dennis Seidenberg 55' | 1:0 2:0 2:1 3:1 3:2 | 52' Frenks Razgals 59' Lauris Darzins       |  |
| 16 min                                                          | 16 min                                                          | Tresty              | 12 min                                      |  |
| 28                                                              | 28                                                              | Střely              | 36                                          |  |

## Tabulka
| Poř. |           | Záp. | V | Vp | Pp | P | +/-   | B  |
| ---- | --------- | ---- | - | -- | -- | - | ----- | -- |
| 1.   | Švýcarsko | 8    | 6 | 0  | 1  | 1 | 21:13 | 19 |
| 2.   | Finsko    | 8    | 5 | 0  | 1  | 2 | 19:13 | 16 |
| 3.   | Česko     | 8    | 4 | 1  | 1  | 2 | 34:27 | 15 |
| 4.   | Slovensko | 8    | 5 | 0  | 0  | 3 | 14:12 | 15 |
| 5.   | Švédsko   | 8    | 3 | 1  | 1  | 3 | 28:24 | 12 |
| 6.   | Německo   | 8    | 3 | 0  | 2  | 3 | 22:28 | 11 |
| 7.   | Rusko     | 8    | 2 | 1  | 2  | 3 | 18:15 | 10 |
| 8.   | Francie   | 8    | 2 | 2  | 0  | 4 | 18:23 | 10 |
|      | Lotyšsko  | 8    | 2 | 2  | 0  | 4 | 18:23 | 10 |
| 10.  | Bělorusko | 8    | 3 | 0  | 0  | 5 | 14:17 | 9  |
| 11.  | Norsko    | 8    | 3 | 0  | 0  | 5 | 18:22 | 9  |
| 12.  | Dánsko    | 8    | 2 | 1  | 0  | 5 | 11:18 | 8  |